# Walter von Lomersheim
Walter von Lomersheim (fl. XII secolo) è stato un nobile e cavaliere tedesco, apparteneva alla nobile famiglia dei signori di Lomersheim ed è considerato il fondatore del monastero di Maulbronn.

## Biografia
Intorno al 1138 Walter von Lomersheim fece una donazione ad Eckenweiher (al pari di Lomersheim oggi è parte di Mühlacker nell'Enzkreis), precursore del monastero di Maulbronn, per il quale mise a disposizione l'eredità di suo padre e nel quale entrò poi come fratello laico. 
Poiché questa proprietà non era adatta per un complesso monastico più grande, il vescovo di Spira Günther von Henneberg ordinò che il monastero di Hirsau fornisse alla neonata comunità monastica il "Mulenbrunnen" a Stromberg, che disponeva di acqua e pendii sufficienti per le cave. Il monastero di Maulbronn fu dunque costruito qui, con il sostegno del nobile libero Werner von Roßwag e Bertha von Grüningen. Walter von Lomersheim è raffigurato su un dipinto murale nel monastero, insieme al vescovo, in qualità di fondatore, insieme ad un modello della chiesa del monastero.
Sono noti anche due fratelli di Walters: Konrad e Ita von Lomersheim.